# إلفاتو
إلفاتو أو المتأنق (بالإسبانية: El Vato) مسلسل دراما وكوميديا أمريكي. من إعداد خورخي دورانتيس، وإنتاج نتفليكس. عرض على نتفليكس في 17 أبريل، 2016. يُتابع المسلسل قصة مجموعة من الشباب وفرقتهم الموسيقية وهم يحاولون النجاح في بيفرلي هيلز، كاليفورنيا. بطولة؛ إل داسا، كريستينا رودلو، ريكاردو بولانكو، وغوستافو إغيلهاف. جدد المسلسل لموسم ثان بدأ عرضه في 2017.

## الممثلين والشخصيات

### شخصيات رئيسية
- إل داسا بدور – ميغيل سيسنيروس "إلفاتو"، المغني الرئيس وقائد فرقة الفاتو
- كرستينا رودلو بدور – ماريانا غارخولا "ماريانيتا"، أحد أعضاء الفرقة عازفة القيثارة وكاتبة أغاني
- ريكاردو بولانكو بدور – براندون، أحد أعضاء الفرقة وصديق ميغيل
- غوستافو إغيلهاف بدور – إل بويو، مدير أعمال إلفاتو

## وصلات خارجية
- إلفاتو على موقع IMDb (الإنجليزية)
- إلفاتو على موقع نتفليكس (الإنجليزية)
- إلفاتو على موقع كينوبويسك (الروسية)
- إلفاتو على موقع قاعدة بيانات الفيلم (الإنجليزية)